# Robert Milligan (mercador)
Robert Milligan (1746 - 21 de maio de 1809) foi um importante comerciante escocês, armador de escravos e foi a força motriz por trás da construção das Docas das Índias Ocidentais (West India Docks) em Londres.
Tendo crescido nas plantações de açúcar de sua família rica na Jamaica, Milligan deixou a Jamaica em 1779 para se estabelecer em Londres, vivendo em Hampstead por um período. Em 1809, o ano de sua morte, Milligan possuía 526 escravos que trabalhavam em sua plantação de açúcar chamados Kellet's e Mammee Gully.

## Docas do oeste da Índia
Indignado com as perdas devido a roubos e atrasos nos cais ribeirinhos de Londres, Milligan chefiou um grupo de poderosos empresários que planejaram e construíram as Docas das Índias Ocidentais que deveria ter o monopólio da importação para Londres de produtos da Índia Ocidental, como açúcar, rum e café por um período de 21 anos. A pedra fundamental das docas foi lançada em julho de 1800, quando Milligan era vice-presidente da Companhia das Docas das Índias Ocidentais - suas fortes conexões com o establishment político da época eram evidentes para os que compareceram à cerimônia, sendo a pedra colocada pelo lorde chanceler Lord Loughborough e o primeiro-ministro William Pitt, o Jovem, e também o presidente da empresa, George Hibbert.
O Docks abriu oficialmente pouco mais de dois anos depois, em agosto de 1802. Mais tarde, Milligan também atuou como Presidente da Companhia.

## Memorial e demolição

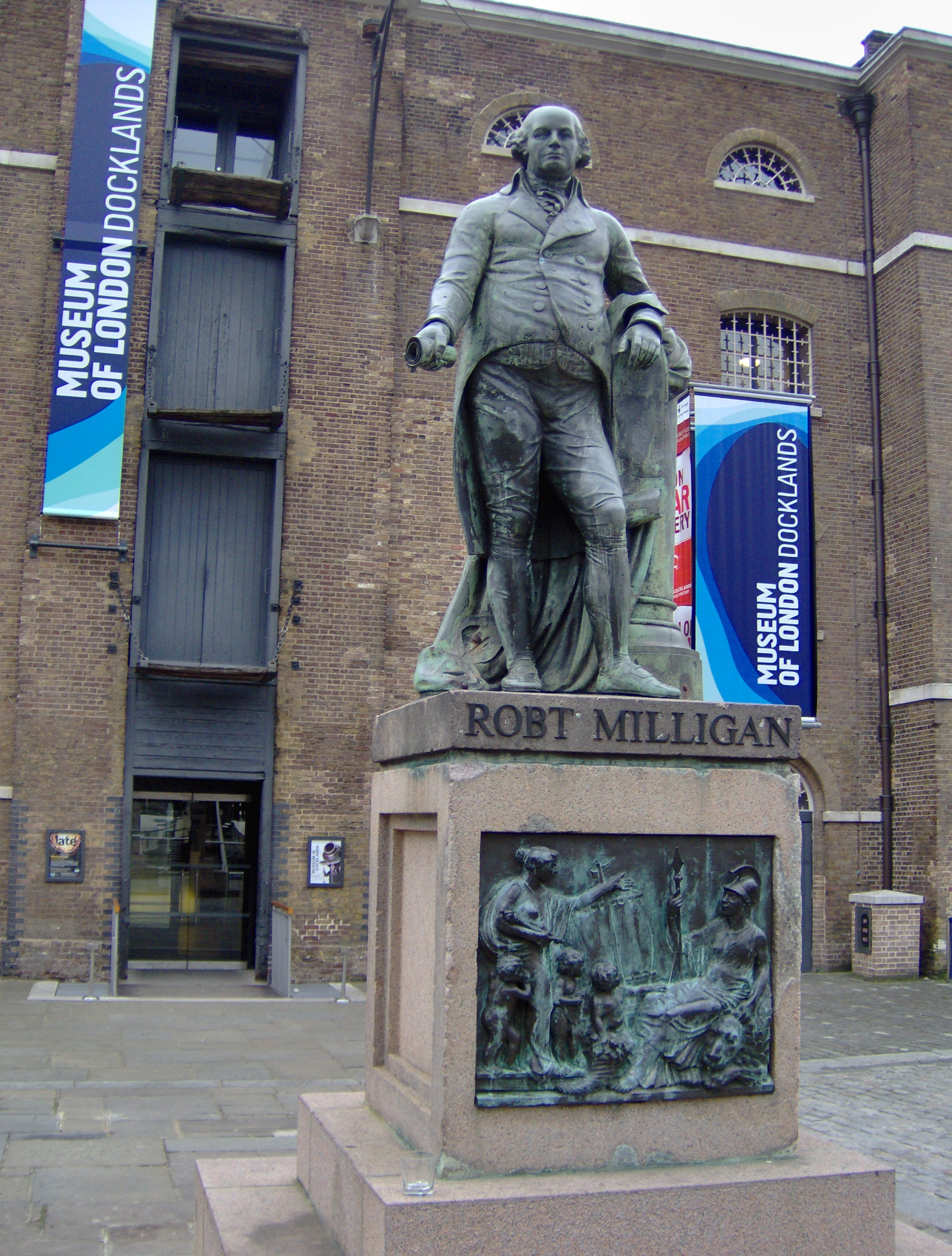
Estátua de Robert Milligan anteriormente em frente ao Museum of London Docklands, por Richard Westmacott

Uma estátua de Milligan, criada por Richard Westmacott em maio de 1809, estava em frente ao Docklands do Museu de Londres. 
A estátua foi removida em 9 de junho de 2020 pela autoridade local para "reconhecer os desejos da comunidade", após a remoção da estátua de Edward Colston na cidade de Bristol por manifestantes em resposta ao assassinato de George Floyd. A demolição da estátua de Milligan ocorreu quando o prefeito Sadiq Khan, em Londres, disse que mais estátuas de figuras imperialistas poderiam ser removidas das ruas do Reino Unido. Khan disse que estava montando uma comissão para garantir que os monumentos da capital britânica refletissem sua diversidade; ele analisará estátuas, murais, arte de rua, nomes de ruas e outros memoriais e considerará quais legados devem ser comemorados.
Milligan também teve uma rua local batizada com o seu nome: Milligan Street está localizada perto da estação Westferry DLR, perto da Narrow Street, Limehouse.